# Action restreinte
Pour l’article homonyme, voir Action restreinte (finance).
Action restreinte est une revue de création et de critique fondée en 2002 par Mathias Lavin, Aurélie Soulatges et Isabelle Zribi et disparue en 2010.

## une revue d'arts et de littérature
La revue s'articule autour de thèmes qui permettent de rassembler des textes de fiction inédits. C'est une des particularités de la revue : l'exploration de la fiction et de la narration dans ce qu'elles ont de plus contemporain. C'est l'une des revues françaises du début du XXIe siècle à se consacrer à ce domaine précis, dans un champ éditorial des revues surtout consacré à la poésie.
Le sommaire de chaque numéro réunit aussi bien des auteurs étrangers que des auteurs français. Ainsi, dès le premier numéro, L'autre inhumain, apparaissent aussi bien Philippe Forest, que Christophe Fiat, ou Louis Zukofsky l'un des objectivistes historiques
Action restreinte n'est pas seulement une revue de création comme son sous-titre l'indique : théories & expériences de la fiction. Ainsi, chaque numéro est introduit par un long article de recherche, et contient dans la plupart des numéros un entretien permettant d'ouvrir des perspectives sur la fiction contemporaine. Dans le premier numéro, l'entretien était consacré à Franck Venaille, puis se sont succédé Ryoko Sekiguchi et Dominique Fourcade.

## Une revue ouverte à la littérature internationale
Une des caractéristiques essentielles de cette revue est de proposer une ouverture à des auteurs étrangers et donc de transmettre les expériences littéraires actuelles ou historiques d'autres pays. C'est ainsi que des auteurs portugais comme António Franco Alexandre et Maria Gabriela Llansol  ou bien américains comme Clayton Eshleman ou Gertrude Stein ont été publiés dans ses numéros.